# عملیات ذهنی
عملیات ذهنی (به انگلیسی: mental operations)، به فرایندهایی گفته می‌شود که انسان هنگام فکر کردن، حل مسئله یا درک مفاهیم از آن‌ها استفاده می‌کند. این اصطلاح را ژان پیاژه در نظریهٔ رشد شناختی خود به‌کار برد تا توضیح دهد که چگونه کودکان در مراحل مختلف رشد، توانایی انجام کارهای ذهنی پیچیده‌تر را پیدا می‌کنند. منظور از «عملیات» در اینجا، کارهایی مثل طبقه‌بندی، مقایسه، برگرداندن ذهنی یک عمل، یا تصور کردن رابطه‌ها بین اشیاء است.
پیاژه باور داشت که کودکان ابتدا فقط با چیزهایی که می‌توانند ببینند یا لمس کنند فکر می‌کنند، اما با رشدشان می‌توانند عملیات ذهنی را نیز انجام دهند، یعنی بدون نیاز به تجربهٔ مستقیم، فقط با فکر کردن به نتیجه برسند. برای نمونه، کودک می‌آموزد که اگر چیزی را از اول به حالت قبلش برگرداند، نتیجه تغییر نمی‌کند، یا این‌که می‌تواند در ذهن خود دو شیء را مقایسه کند بدون آن‌که آن‌ها را جلوی چشم داشته باشد. این توانایی‌ها پایه‌های تفکر منطقی، ریاضی و علمی در بزرگسالی هستند.
عملیات ذهنی عبارت از انواع عملیاتی است که محتویات ذهنی را تحت تأثیر قرار می‌دهد. در ابتدا، عملیات تعقل تنها مقصود منطق بود. پیر ژانه اولین کسی بود که این اصطلاح را در روانشناسی بکار برد. عملیات ذهنی، توسط ژان پیاژه از منظر رشد؛ و توسط جی. پی. گیلفورد از دید روان‌سنجی مورد بررسی قرار گرفته‌است. این مفهوم هم‌چنین با یک رویکرد شناختی و از دید نظریه نظام‌ها مورد مطالعه قرار گرفته‌است.

## تاریخچه
عملیات ذهن یا به صورت دقیق‌تر، عملیات صوری استدلال از عهد عتیق بدین‌سو مقصود منطق بوده‌است.
در ۱۹۰۳ میلادی، پیر ژانه دو نوع عملیات ذهنی را تشریح کرد:
- عملیات واقعیت: عملیات ذهنی تحت کنترل منطق؛
- عملیات بی‌تفاوت: فرار از کنترل منطق.

ژان پیاژه مرحله پیش عملیاتی را از مراحل عملیاتی رشد شناختی برمبنای موجودیت عملیات ذهنی به عنوان ابزار سازگاری از هم تفکیک نمود.
مدل ساختار هوش که توسط جی.پی. گلیفورد پیشنهاد گردید حاوی الی ۱۸۰ استعداد ذهنی مختلف است که در امتداد سه بُعد عملیات، محتویات و تولیدات تنظیم شده‌است.

## دیدگاه منطقی
از نظر منطق‌گرایان سه عملیات اصلی ذهنی عبارتند از: درک، قضاوت و استنباط.

### درک
درک، عملیات ذهنی است که به وسیله آن ایده در ذهن شکل می‌گیرد. اگر شما قرار باشد در مورد غروب یا بیسبال فکر کنید، عمل ایجاد آن تصویر در ذهنتان عبارت از درک است. از نظر کلامی درک را «ترم» می‌نامند.

### قضاوت
قضاوت، به عملیات ذهنی گفته می‌شود که از طریق آن چیزی را به فاعل نسبت می‌دهیم. هر گاه فکر کردید که «غروب زیبا است» یا «بیسبال، بازی همه امریکایی‌ها است»، یک قضاوت انجام داده‌اید. بیان کلامی قضاوت را حکم (یا گزاره) گویند.

### استنتاج
استنتاج (یا تعقل)، به عملیات ذهنی گفته می‌شود که از طریق آن ما از سایر معلومات نتیجه‌گیری می‌کنیم. هر گاه فکر می‌کنید، «من دوست دارم به غروب نگاه کنم، چون من از چیزهای زیبا لذت می‌برم و غروب زیباست»، شما در حال تعقل/استدلال هستید. بیان کلامی تعلق/استنتاج را «استدلال منطقی» گویند.

## دیدگاه توسعه‌ای
ژان پیاژه چندین عملیات ذهنی از مراحل عملیاتی محسوس رشد شناختی را معرفی می‌نماید:

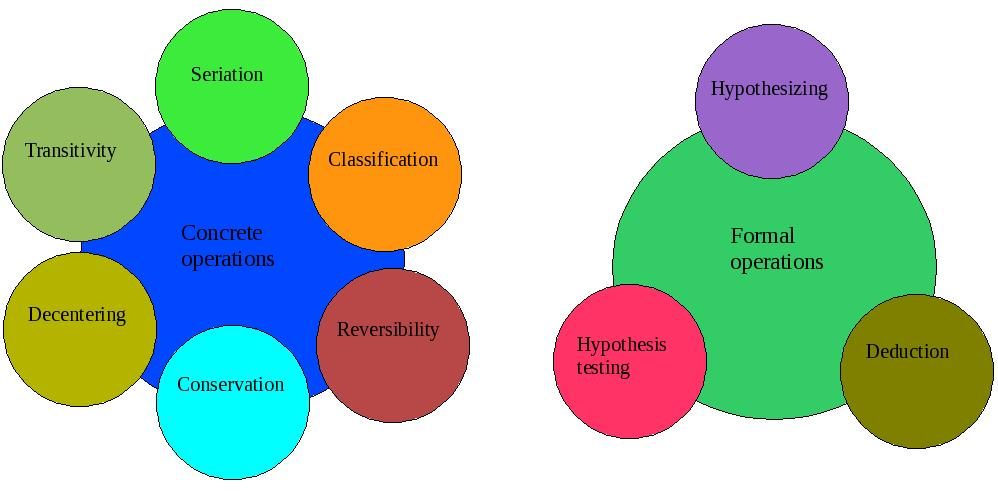
عملیات ذهنی براساس دیدگاه ژان پیاژه

- ردیف‌سازی[ف]—مرتب‌سازی اشیاء بر اساس اندازه، شکل یا هر ویژگی دیگر. به عنوان مثال، اگر اشیائی با سایه‌های مختلف داده شود، ممکن است یک شیب رنگی بسازند.
- تعدی[ق]—توانایی تشخیص روابط منطقی در میان عناصر یک ترتیب پشت‌سرهم و انجام «استنتاج متعدی»، (به عنوان مثال، اگر A از B درازتر باشد، و B از C درازتر باشد، پس A باید از C درازتر باشد).
- دسته‌بندی[ک]—توانایی نام‌گذاری و شناسایی مجموعه‌هایی از اشیاء براساس ظاهر، اندازه و سایر ویژگی‌های آنها، شامل این ایده که یک مجموعه از اشیاء می‌تواند مجموعه دیگری را شامل شود.
- مرکززدایی[گ]—زمانی است که کودک ابعاد مختلف را جهت حل یک مسئله مدنظر قرار می‌دهد. به عنوان مثال، کودک دیگر یک فنجان خیلی عریض اما کوتاه را کم ظرفیت تر از فنجان عادی اما درازتر دیگر نمی‌داند.
- بازگشت‌پذیری[ل]—کودک، درک می‌کند که اعداد یا اشیاء می‌توانند تغییر کنند و دوباره به حالت اولیهٔ خود برگردند؛ بنابراین کودک قادر خواهد بود تا سریعاً تشخیص دهد که اگر ۴+۴ مساوی به t می‌شود، پس t-4 مساوی به ۴، مقدار اولی، می‌گردد.
- نگهداری[م]—فهم این که کمیت، طول یا تعداد اشیاء به ترتیب با چیدمان یا ظاهر اشیاء یا اقلام غیر مرتبط است.

پیاژه هم‌چنین مرحله عملیات صوری را با عملیات صوری تفکر انتزاعی تشریح می‌نماید: فرضیه‌سازی، آزمایش فرضیه و استدلال استنتاجی.

## دیدگاه روان‌سنجی

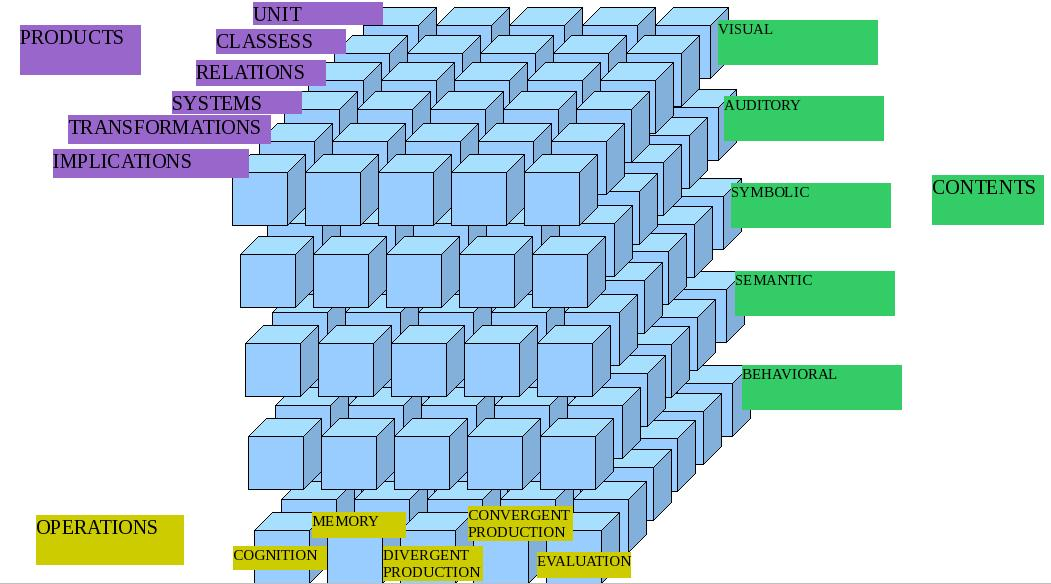
ساختار خرد گیلفورد

براساس «نظریهٔ ساختار خرد» (نظریه SI) جی. پی. گیلفورد، عملکرد یک فرد در آزمایش‌های هوش بستگی به توانایی‌های ذهنی یا عوامل هوشی او دارد. نظریهٔ ساختار هوش، متشکل از چندین توانایی‌های ذهنی است که در امتداد سه بُعد یعنی عملیات، محتویات و محصولات تنظیم شده‌اند.
- بعد عملیات

ساختار هوش شامل شش عملیات یا فرایندهای عمومی هوشمندانه است: شناخت توانایی فهم، درک، کشف و آگاه شدن از معلومات. حافظه و توانایی دریافت معلومات، نگهداری حافظه و توانایی بازیافت معلومات. تولید مختلف یعنی توانایی پیدا کردن چندین راه حل برای یک مسئله؛ خلاقیت. تولید همگرا، یعنی توانایی استنتاج تنها یک راه حل برای یک مسئله؛ پیروی از قاعده یا حل مشکلات. ارزیابی، یعنی توانایی داوری در مورد این که آیا معلومات صحیح، سازگار یا معتبر است یا خیر.
- بُعد محتویات

ساختار هوش حاوی پنج حوزه گسترده معلومات است که هوش انسان شش عملیات را روی آن انجام می‌دهد: بصری، یعنی معلوماتی که از طریق دیدن اخذ می‌گردد. شنیداری، یعنی معلومات که از طریق شنیدن اخذ می‌گردد. حرکتی، یعنی معلومات که از طریق عمل اخذ می‌گردد. نمادین، یعنی معلوماتی که بگونه نماد یا نشانه دریافت گردیده و خود به تنهایی معنی نمی‌دهند. مانند نمادهای اعداد یا حروف الفبا. معنایی یعنی معلوماتی که بگونه واژه یا جملات، چه شفاهی، نوشتاری یا صامت در ذهن یک شخص، دریافت می‌گردند. رفتاری یعنی معلومات که از کارهای مردم دریافت می‌گردد.
- بُعد تولیدات

همانگونه که از نام آن پیداست، این بعد، نتایج اِعمال عملیات مشخصی که بر روی محتویات بدست می‌آیند را دربردارد. مدل ساختار هوش حاوی شش تولید است که به ترتیب افزایش پیچیدگیشان مرتب شده‌اند: واحدهای منفرد دانش. طبقات، مجموعه واحدهای دارای مشخصات مشترک. روابط، واحدهایی که از لحاظ تقابل یا پیوستگی، ترتیب یا شباهت باهم مرتبط هستند. نظام‌ها، چندین رابطه باهم ارتباط درونی پیدا کرده و ساختارها یا شبکه‌هایی را می‌سازند. تبدیلات: تغییرات، نگرش‌ها، مکالمات یا جهش در دانش. دلالت‌ها، یعنی پیشگویی‌ها، استنتاجات، پیامدها، یا پیشبینی‌های دانش.
بنابراین، از نظر گیلفورد به تعداد {\displaystyle 6\times 5\times 6=180} توانایی یا عامل ذهنی وجود دارد. هر توانایی به این معنی است که یک عملیات در یک حوزه مشخص محتوا، منتج به یک محصول می‌شود، مانند درک واحدهای اعداد یا ارزیابی تلویحات معنایی.

## دیدگاه شناختی

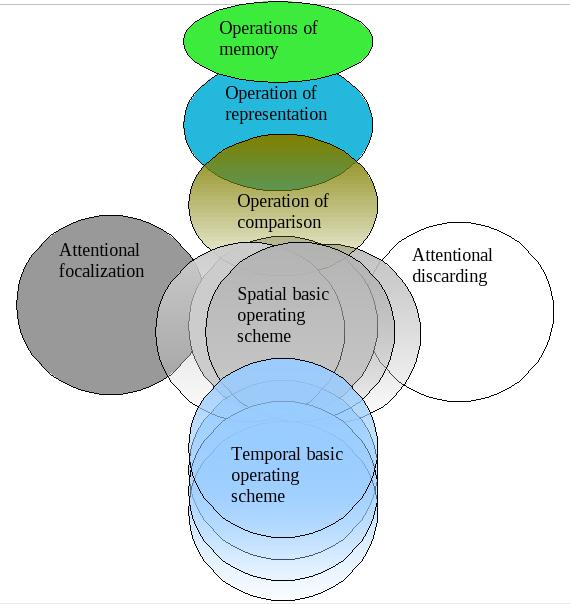
عملیات ذهنی: دیدگاه شناختی

گیولیو بندیتی، با پیروی از گام‌های «سیلویو سیکاتو» ،‏ چندین عملیات ذهنی را تشریح می‌نماید:
- کانونی کردن توجهی و تمرکز توجه بر چیزی.
- کنار گذاشتن و متوقف سازی توجه مان بر روی یک شی.
- طرح عملیاتی پایه‌ای توجهی (تحرک توجهی) - عبور ددن توجه ز یک بخش به بخشی دیگر در حوزه میدان توجه؛
- عملیات بازنمایی - تحریک یک تصویر ذهنی؛
- عملیات مقایسه؛
- عملیات حافظه؛
- طرح عملیاتی پایه‌ای به ترتیب زمانی - تغییر در کانونی‌سازی توجهی.

## دیدگاه نظام‌ها

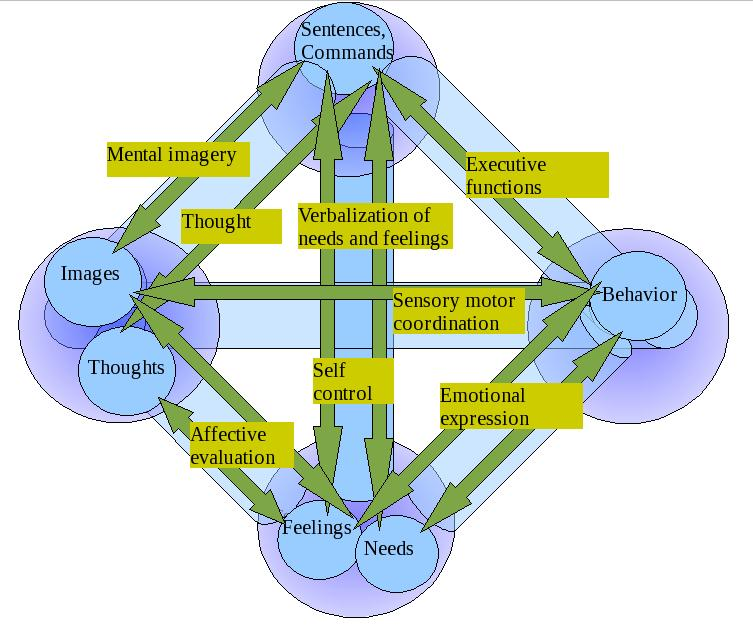
عملیات ذهنی: از دید سامانه‌ها

با در نظر گرفتن تمامی فرایندهای ذهنی، انواع ذیل برای عملیات ذهنی توصیف شده‌اند:
- عملیات شناخت - تولید و به سخن درآوردن تصاویر و افکار؛
- عملیات عملی، مرتبط با کارکردهای اجرایی؛
- عملیات عاطفی، ارزیابی عاطفی از جهان و خود؛
- عملیات بیانی (اظهارات احساسی)؛
- عملیات ادراکی-حرکتی (مانند، هماهنگی دست و چشم)؛
- عملیات تنظیم کننده بیان کردن نیازها، انگیزه‌ها، احساسات و خود-کنترلی.